# Nagisa Sakurauchi
Nagisa Sakurauchi (櫻内 渚 Sakurauchi Nagisa?, Osaka, 11 de agosto de 1989) es un futbolista japonés que juega como defensa en el Taichung Futuro F. C. de la Liga Premier de Fútbol de Taiwán.

## Trayectoria

### Clubes
| Club                  | País               | Año       |
| --------------------- | ------------------ | --------- |
| Júbilo Iwata          | Japón              | 2012-2020 |
| Vissel Kobe           | Japón              | 2021-2022 |
| F. C. Imabari         | Japón              | 2023      |
| Taichung Futuro F. C. | República de China | 2024-     |